# Orava (Fluss)
Die Orava, deutsch Arwa, ist ein Fluss in der nordwestlichen Slowakei, nach dem die Region Orava benannt worden ist.

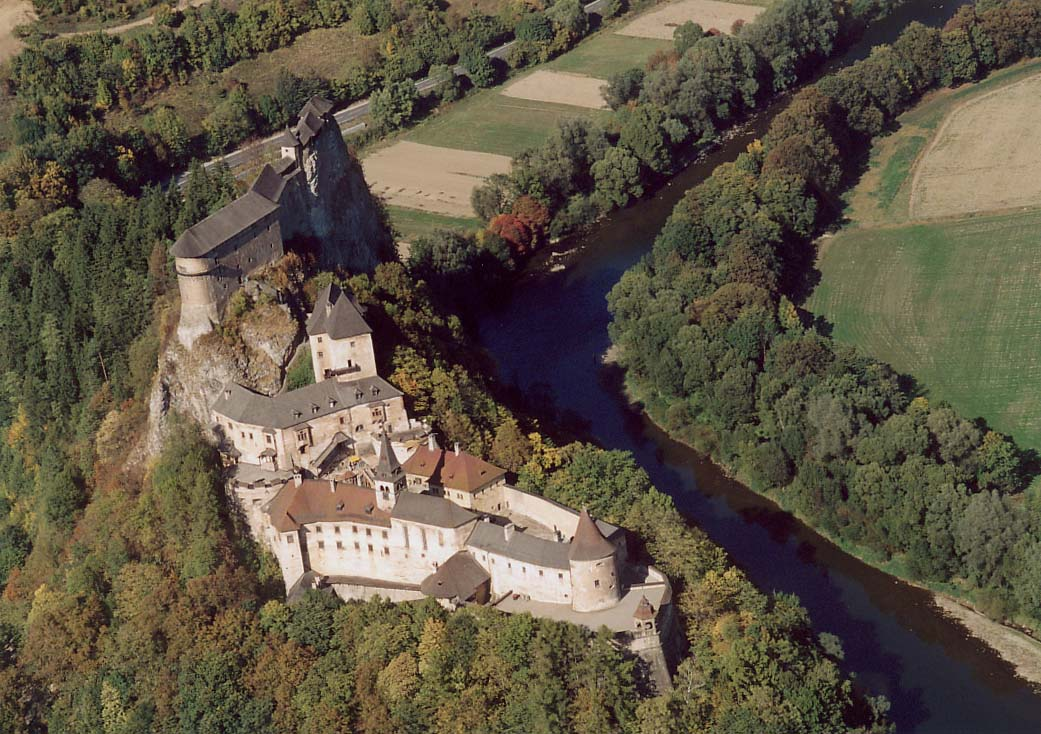
Die Orava unterhalb der Arwaburg

Seine Länge beträgt 62 Kilometer und er wird heute aus dem Wasser des Orava-Stausees gespeist und mündet bei Kraľovany in die Waag (slowakisch Váh). Die Orava hat zwei Quellflüsse oberhalb des Orava-Stausees. Einer ist die ca. 30 km lange Czarna Orawa (slowakisch Čierna Orava), die in den polnischen Saybuscher Beskiden entspringt und von Nordosten, kurz vor der Staatsgrenze Polen-Slowakei, in den Orava-Stausee mündet. Der zweite ist die ca. 35 km lange Biela Orava, die ihre Quelle in der slowakischen Oravská Magura hat und von Nordosten, bei Námestovo, in den Stausee mündet. Vor der Aufstauung des Sees galt der Zusammenfluss von Czarna Orawa und Biela Orava beim heute untergegangenen Ort Ústie nad Oravou als Beginn der Orava.

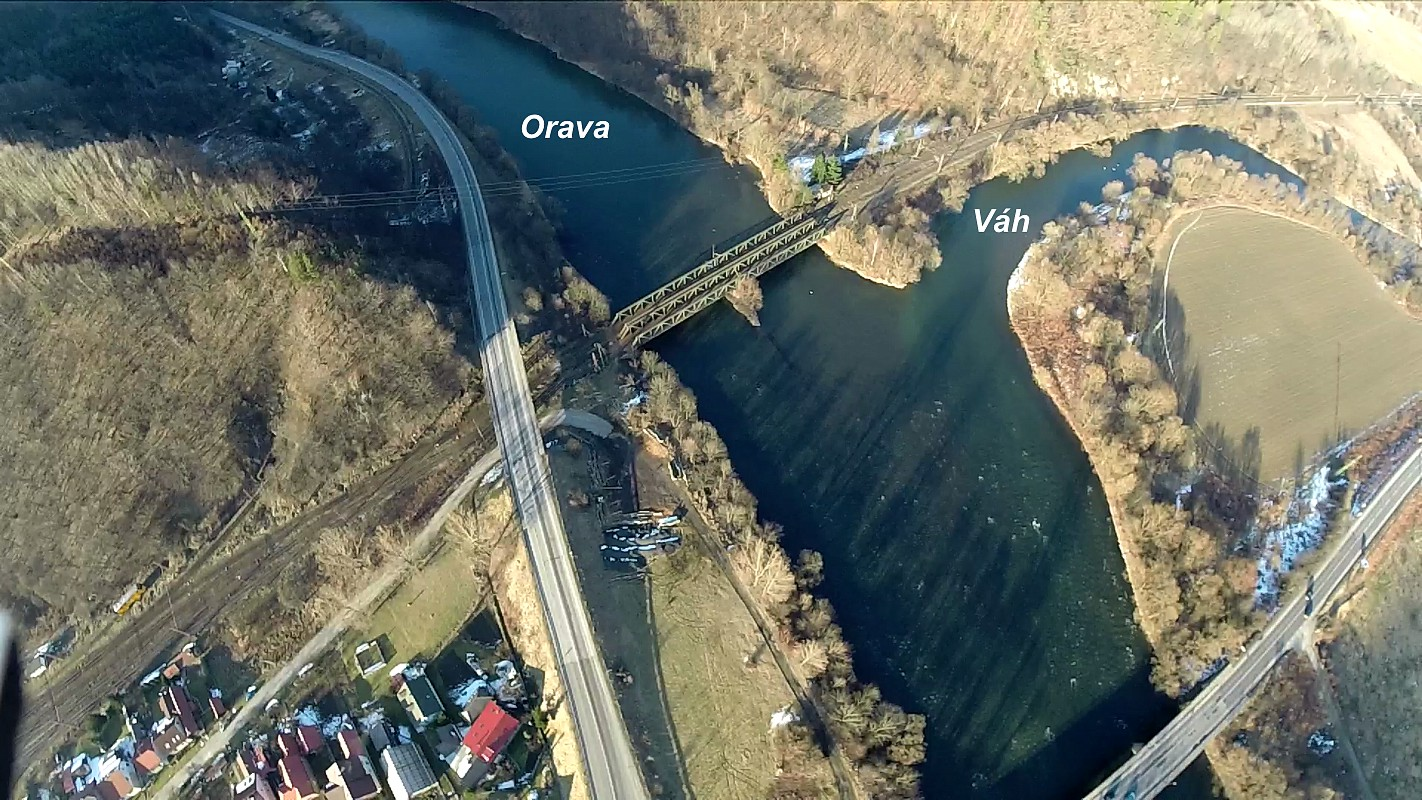
Zusammenfluss von Orava und Waag bei Kraľovany

Nach dem Ausfluss aus der Staumauer des Orava-Stausees erreicht der Fluss hinter Štefanov nad Oravou den Tvrdošín-Stausee und kurz danach die Stadt Tvrdošín selbst, wo er die linksseitige Oravica aufnimmt. Im weiteren Verlauf bis Dolný Kubín fließt die Orava vorwiegend in südwestliche Richtung in einem kurvenreichen Verlauf zwischen dem Gebirge Oravská Magura nördlich und dem Bergland Skorušinské vrchy südlich des Flusses. Auf einer Felsklippe bei Oravský Podzámok liegt die Arwaburg. Hinter Dolný Kubín korrigiert der Fluss seine Richtung leicht gen Westen und macht vor Kraľovany einen Knick nach Süden, bevor er bei Kraľovany, unterhalb des Massivs des Bergs Šíp (1170 m n.m.) in der Kleinen Fatra und ein paar Meter flussabwärts der Brücke an der Bahnstrecke Košice–Žilina, in die Waag mündet.
Der Fluss wird fast vollständig durch die Bahnstrecke Kraľovany–Suchá Hora, die Straße 1. Ordnung 70 sowie teilweise durch die Straße 1. Ordnung 59 begleitet.